# 1-クロロブタン
1-クロロブタンはハロゲン化アルキルの一種で、化学式CH3(CH2)3Clで表される可燃性の液体である。n-ブチルクロリド、塩化ブチルとも称する。

## 製造と反応
1-ブタノールを塩化水素で処理することで製造できる。
リチウムと反応させるとn-ブチルリチウムが得られる。
2 Li + CH3(CH2)3Cl → CH3(CH2)3Li + LiCl

## 用途
フリーデル・クラフツ反応におけるアルキル化剤、防汚塗料・防黴剤・医薬品・ブチルセルロースの原料として使われるほか、有機金属化合物製造時の反応中間体となる。日本の消防法では、危険物第4類第一石油類（非水溶性）に区分される。